# Waterland (gemeente)
Waterland (uitspraakⓘ) is een gemeente in de Nederlandse provincie Noord-Holland. De gemeente ligt in de regio Waterland, waar de gemeente naar genoemd is. De gemeente telt 17.529 inwoners en heeft een oppervlakte van 115,6 vierkante kilometer (waarvan 53,6 km² water). De gemeente ontstond in 1991 na samenvoeging van de gemeenten Broek in Waterland, Ilpendam, Katwoude, Marken, Monnickendam en het deel van Landsmeer ten oosten van het Noordhollandsch Kanaal met het dorp Watergang. De gemeente Waterland maakte deel uit van de Plusregio Stadsregio Amsterdam en is anno 2022 onderdeel van de Metropoolregio Amsterdam.

## Plaatsen binnen de gemeente

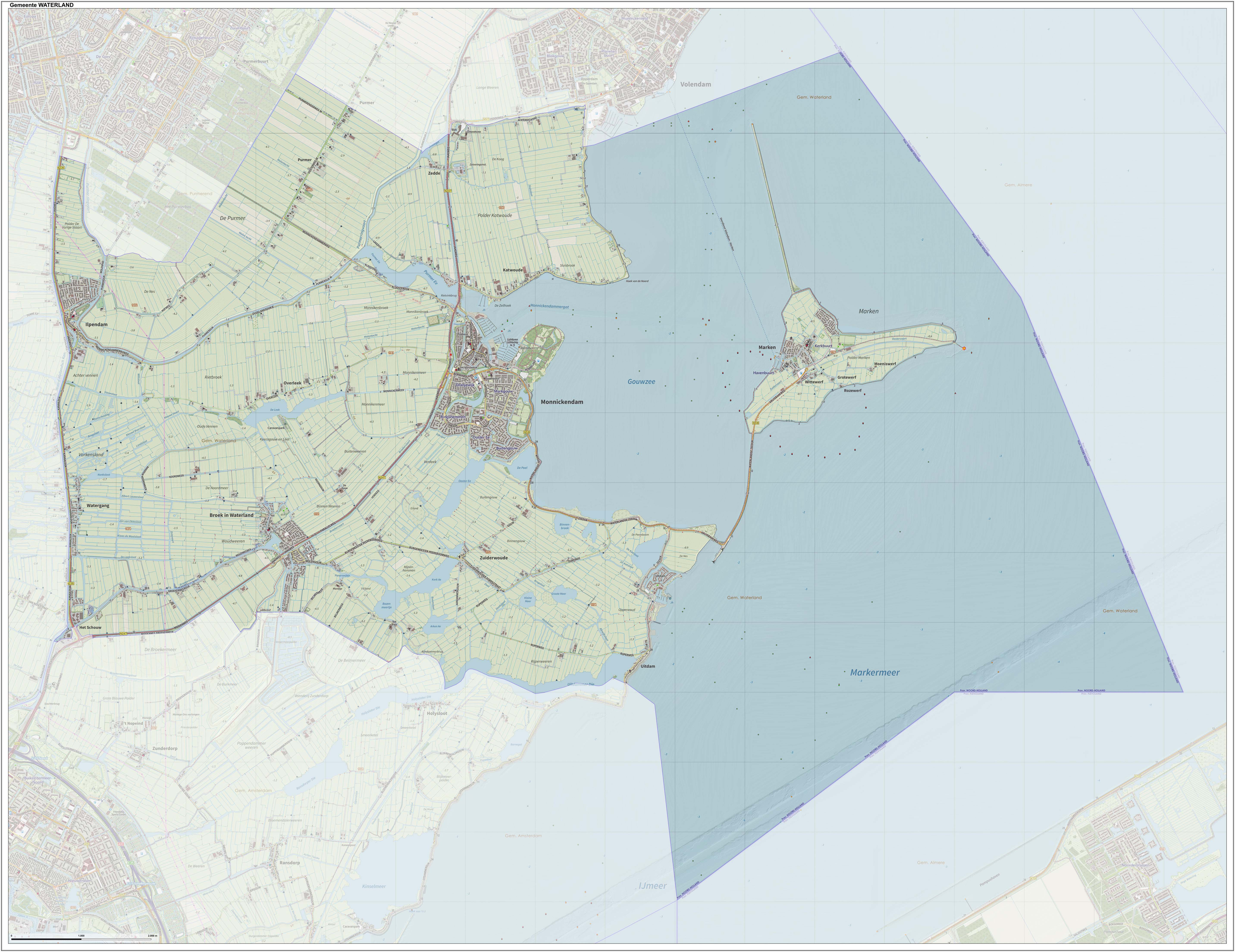
Topografische gemeentekaart van Waterland, september 2022

Stad:
- Monnickendam

Dorpen/gehuchten:
- Broek in Waterland
- Ilpendam
- Katwoude
- Marken
- Purmer (gedeeltelijk)
- Uitdam
- Watergang
- Zuiderwoude

Buurtschappen:
- Achterdichting
- De Kets
- Grotewerf
- Havenbuurt
- Het Schouw
- Kerkbuurt
- Minnebuurt
- Moeniswerf
- Overleek
- Rozewerf
- Wittewerf
- Zedde

## Aangrenzende gemeenten
| Aangrenzende gemeenten | Aangrenzende gemeenten | Aangrenzende gemeenten | Aangrenzende gemeenten | Aangrenzende gemeenten |
| ---------------------- | ---------------------- | ---------------------- | ---------------------- | ---------------------- |
| Purmerend              |                        |                        |                        | Edam-Volendam          |
|                        |                        |                        |                        |                        |
| Landsmeer              |                        |                        |                        |                        |
|                        |                        |                        |                        |                        |
|                        |                        | Amsterdam              |                        | Almere (Fl)            |

## Politiek

### Gemeenteraad
De gemeenteraad van Waterland bestaat uit 17 zetels. Hieronder de behaalde zetels per partij bij de gemeenteraadsverkiezingen sinds 1990:
| Partij                      | 1990* | 1994 | 1998 | 2002 | 2006 | 2010 | 2014 | 2018 | 2022 |
| Waterland Natuurlijk!**     | 3     | 3    | 3    | 3    | 4    | 2    | 2    | 3    | 5    |
| Algemeen Belang Waterland** | 3     | 5    | 2    | 2    | 2    | 2    | 2    | 3    | 5    |
| GroenLinks                  | 1     | 1    | 2    | 3    | 3    | 3    | 3    | 3    | 3    |
| CDA                         | 6     | 4    | 4    | 5    | 5    | 3    | 4    | 4    | 3    |
| VVD                         | 2     | 3    | 3    | 2    | 2    | 5    | 3    | 3    | 2    |
| PvdA                        | 2     | 2    | 3    | 2    | 3    | 2    | 1    | 2    | 2    |
| D66                         | 1     | 2    | -    | -    | -    | 1    | 2    | 2    | 2    |
| SP                          | -     | -    | -    | -    | -    | 1    | 2    | -    | -    |
| Totaal                      | 17    | 17   | 17   | 17   | 17   | 17   | 17   | 17   | 17   |

* Herindelingsverkiezingen in verband met het ontstaan van de gemeente

**Algemeen Belang Waterland en Waterland Natuurlijk! fuseerden in 2006 tot één partij.

### College
Het college van burgemeester en wethouders van Waterland bestaat uit:
- burgemeester Marian van der Weele (D66);
- wethouder Ton van Nieuwkerk  (PvdA);
- wethouder Astrid van de Weijenberg (GroenLinks);
- vacature (VVD);
- wethouder Harm Scheepstra (WaterlandNatuurlijk).

## Monumenten
In de gemeente zijn er een aantal rijksmonumenten, gemeentelijke monumenten, en oorlogsmonumenten, zie:
- Lijst van rijksmonumenten in Waterland
- Lijst van gemeentelijke monumenten in Waterland
- Lijst van oorlogsmonumenten in Waterland

## Kunst in de openbare ruimte
In de gemeente Waterland zijn diverse beelden, sculpturen en objecten geplaatst in de openbare ruimte, zie:
- Lijst van beelden in Waterland
- Lijst van gevelstenen in Waterland

## Symbolen van de gemeente
In 1993 heeft de gemeente het wapen van Waterland vastgesteld, met de Waterlandse zwaan als wapendier, aansluitend bij wapens van bestuurlijke gebieden en adellijke geslachten in de omgeving.
De vlag van Waterland is heel anders van aard: dit is geen werkelijke gemeentevlag, maar een logovlag, die niet de gemeente, maar de gemeentelijke organisatie representeert. Deze toont een W weerspiegeld in water. Dergelijke vlaggen worden niet opgenomen in het vlaggenregister van de Hoge Raad van Adel.

Gemeentewapen
Logovlag (officieus)